# Los Illegals
Los Illegals est un groupe américain de chicano punk, originaire de Los Angeles, en Californie. Formé en 1979 par l'artiste/muraliste Willie Herrón (claviers, chant), le militant des droits civiques Jesus « Xiuy » Velo (basse), le batteur Bill Reyes et les frères guitaristes Manuel et Antonio « Tony » Valdez (qui se produisent également avec leurs parents et proches Mariachis). Ils sont l'un des premiers encadreurs de U.S. Roc en Espanol au début des années 1980.
L'exposition de la Smithsonian Institution, American Sabor, qualifie Los Illegals de « l'un des groupes les plus importants d'East Los Angeles des années 1980 ».

## Histoire
Le groupe conclut un accord avec les religieuses franciscaines pour ouvrir et gérer le légendaire Club Vex au Self Help Graphics, un bâtiment de la Catholic Youth Organization à East Los Angeles, où ils réservent et présentent des groupes de Eastside à Westside (comme The Brat, X, Bad Religion et Thee Undertakers) pour ouvrir de nouveaux horizons et leur permettre, ainsi qu'à d'autres, de jouer et de tourner avec d'autres grands groupes des années 1980, comme The Clash, Bauhaus, The Motels, et Berlin. La visite au club de Los Lobos (alors groupe folklorique mexicain acoustique et traditionaliste) convainc le groupe de se repenser, de revenir à l'électrique et de suivre la voie tracée par le Club Vex. Ils sont contemporains des Plugz du Texas et des Zeros de San Diego. La crédibilité du lieu dans la rue donne le coup d'envoi d'une renaissance de la musique et de l'art qui franchit les frontières culturelles et géographiques. Pour cette raison, le LA Weekly les classe parmi les dix meilleurs groupes de East Los Angeles.
Le groupe, qui s'exprime ouvertement sur le plan diplomatique et politique, reçoit enfin les éloges qu'il méritait depuis longtemps et figure dans plusieurs manuels d'histoire de la musique et d'université de premier plan. Les plus remarquables sont Barrio Rhythm et Land of 1,000 dances : The History of Chicanos in Rock and Roll.
Au cinéma, son chef-d'œuvre français Mur Murs d'Agnès Varda, la bande originale du film Envers et contre tous, et avec Chuck D de Public Enemy, Laurie Anderson et Cassandra Wilson dans le documentaire et la bande originale de D.A. Penebaker : Searching for Jimi Hendrix et aux côtés de Santana, War et Los Lobos sur la compilation historique Ay Califas ! History of Raza Rock of the 70's and 80's.
Face à la législation anti-immigration clandestine, ils se remettent en mouvement, cette fois en tant que « collaborateurs culturels », en commençant par le CD très apprécié Concrete Blonde y Los Illegals sur le label ARK-21/Virgin de Miles Copeland. Les voix sont principalement en espagnol. Ils accompagnent la sortie de leur album live avec Concrete Blonde au House of Blues le 5 mai 1997, au cours duquel le groupe change le refrain de Still in Hollywood en Still in the Barrio, et reprend Immigrant Song de Led Zeppelin et Little Wing de Jimi Hendrix. MTV attribue à Los Illegals le mérite d'avoir « non seulement sauvé l'émission des profondeurs de la sentimentalité, mais aussi de lui avoir donné un sens et une résonance au-delà de cette soirée ». L'album, cependant, semble avoir été moins bien accueilli. Enrique Lopetegui, critique du Los Angeles Times, attribue à l'album une note de 2½ étoiles sur 4, estimant qu'« il y a beaucoup de bons moments ici » mais « très peu de chansons fortes » ; il considère que le morceau de « chicano rap » Ode to Rosa Lopez, qui parle d'un témoin dans l'affaire du meurtre d'O. J. Simpson, de « risqué ».
Ils collaborent également avec Mercado Negro, légendes punk de Tijuana, pour la compilation MexAmerica, parrainée par le Rockefeller US/Mexico Culture Fund et produite par Rubén Guevara pour Angelino Records, puis avec le journaliste Ruben Martinez, lauréat d'un Emmy, et Maldita Vecindad, les stars de Rock en Espanol, pour la pièce de théâtre Border Ballad (qui accompagne son livre Crossing Over : Tales From the New Frontier), tout en écrivant et en se produisant avec de nouveaux talents (par exemple, la bande originale EMI de la série Showtime Resurrection Boulevard sous les traits de leurs alter ego The Chizmosos).

## Discographie

### Albums studio
- 1983 : Internal Exile
- 1997 : Concrete Blonde y Los Illegals

### Singles
- 1981 : Ellay